# Second raid sur Ostende
Ne doit pas être confondu avec Premier raid sur Ostende.
Première Guerre mondiale
Batailles
- Blocus allié de l'Allemagne
- Odensholm (08-1914)
- 1re Heligoland (08-1914)
- Action du 22 septembre 1914
- Falklands (12-1914)
- Dogger Bank (01-1915)
- Gotland (07-1915)
- Golfe de Riga (08-1915)
- Yarmouth et Lowestoft (04-1916)
- Jutland (05-1916)
- Funchal (12-1916)
- Combat entre le Leopard et le HMS Achilles
- Pas-de-Calais (04-1917)
- Combat entre le HMAS Sydney et le LZ92
- Détroit de Muhu (10-1917)
- 2e Heligoland (11-1917)
- Croisière de glace (02/03-1918)
- Zeebruges (04-1918)
- 1er Ostende (04-1918)
- 2e Ostende (05-1918)
- Sabordage allemand à Scapa Flow (06-1919)

Bataille de la mer Noire
- 12 octobre 1914
- Odessa (10-1914)
- Novorossiisk
- Feodosia
- Cap Sarytch
- île Kirpen (1re)
- île Kirpen (2e)

Front d'Europe de l'Ouest
Front italien
Front d'Europe de l'Est
Front des Balkans
Front africain
Front du Moyen-Orient
Le second raid sur Ostende connu officiellement sous le nom d'Opération VS est la deuxième des deux attaques de la Royal Navy sur le port d'Ostende, en Belgique, aux mains de l'Allemagne à la fin du printemps 1918 pendant la Première Guerre mondiale.

## Contexte historique

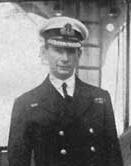
L'admiral Roger Keyes en 1915.

Au début de la guerre, aussi bien la Royal Navy que la Kaiserliche Marine attribuaient un rôle prépondérant aux cuirassés. La Grand Fleet britannique, la plus puissante du monde, espérait couler la Hochseeflotte, la flotte allemande, en une seule bataille décisive. Cette dernière, consciente de son désavantage, se réfugia et se barricada dans ses ports lourdement protégés.
Mais la Royal Navy ne contrôlait pas pour autant la mer du Nord, du moins pas à partir de septembre 1914, où les U-Boots coulèrent 4 croiseurs britanniques. Le U-9 torpillant à lui seul 3 croiseurs le 22 septembre 1914 : le HMS Aboukir, le HMS Hogue, et le HMS Cressy. Les Britanniques durent donc adopter la même stratégie que les Allemands et barricader leurs escadres de cuirassés. La bataille entre les deux marines ne se jouaient que par petites unités interposées. Les escadres de surface, jadis arme traditionnelle de l'offensive, étaient contraintes à la défensive et n'effectuaient que des sorties rapides à la trajectoire aléatoire afin d'éviter de se faire intercepter par les U-Boots. Elles avaient essentiellement un rôle dissuasif et n'avaient qu'un rôle de « flotte en vie », constituant par sa seule présence une menace hypothétique.
En avril 1918, les Britanniques avaient déjà tenté un raid sur Ostende mais celui-ci résulta en un échec.

## Déroulement du raid
Le raid est un échec : le croiseur HMS Vindictive de la Royal Navy est coulé dans le chenal mais parvient toutefois à entraver partiellement la circulation des sous-marins allemands basés à Bruges. Trois Croix de Victoria et de nombreux autres médailles ont été décernées aux marins britanniques ayant participé à l'opération.